# Іа-Іа

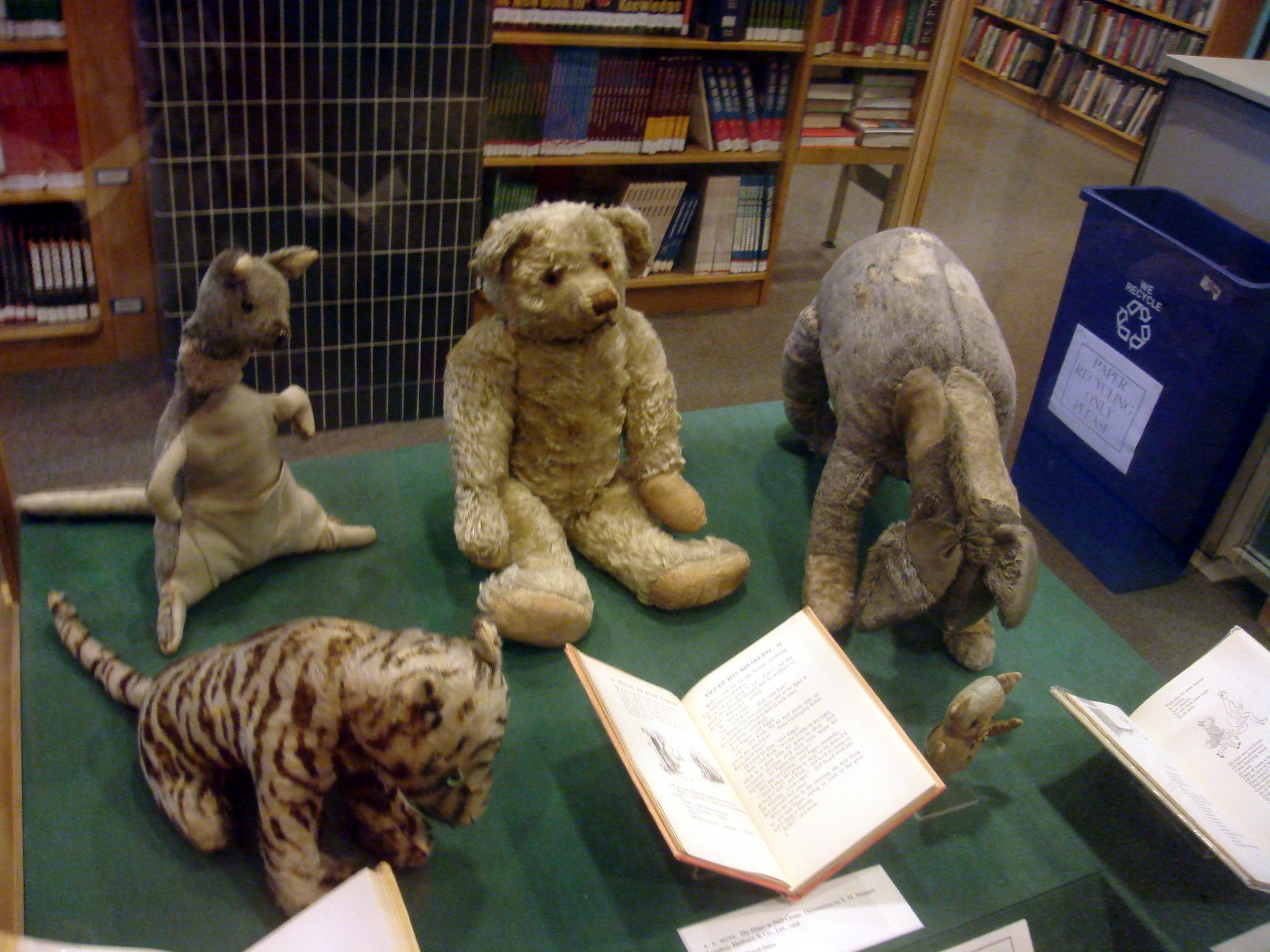
Справжні іграшки Крістофера Робіна Мілна. Іа-Іа — праворуч.

Іа-Іа (англ. Eeyore) — персонаж книг Алана Мілна «Вінні-Пух» (1926) та «Дім на Пуховому узліссі» (1928), а також декількох мультсеріалів і повнометражних мультфільмів (у деяких його називають Вухастик). Вічно сумний, песимістично налаштований, літній сірий віслючок, один з найкращих друзів головного персонажа вказаних книг — Вінні-Пуха.

## Походження імені
В оригіналі ім'я ослика Eeyore звучить як Іі-о, що передає звичайні звуки, що видаються ослами, в англійському варіанті (hee-haw). Для українського перекладу перекладачі книг про Вінні-Пуха, обрали аналогічний український варіант Іа.

## Іграшка
Подібно до багатьох інших героїв книг про Вінні-Пуха, персонаж пов'язаний з м'якою іграшкою, яка була подарована синові Мілна, Крістоферу Робіну, в ранньому дитинстві (на Різдво після першого дня народження ). Шия в ослика надломилася і, за словами самого Мілна, «це надало йому сумного вигляду», що, ймовірно, вплинуло на характер персонажа .

## Характер
Іа-Іа єдиний, хто вносить до книги елементи негативізму та песимізму, завжди припускаючи гірше, чекаючи каверз з боку інших, передбачаючи погану погоду і роблячи натяки на можливість поранень і смерті, які в інших місцях у Мілна відсутні — навіть у таких драматичних епізодах, як падіння Ру у воду та руйнування будинку Сови . Коли Паць для порятунку Тигра та Ру, які залізли на дерево і не можуть спуститися, пропонує побудувати живу піраміду (з Іа-Іа на нижньому рівні), ослик заявляє: «І якби спина Іа-Іа несподівано тріснула, то ми б усі гучно посміялися. Ха-ха-ха! Як кумедно!» (На відміну від інших персонажів, Іа-Іа говорить про себе в третій особі ).
Конноллі зазначає, що через жалість до себе і песимізм Іа-Іа маніпулює своїми друзями. Так, втративши хвіст, Іа-Іа навіть не намагається його шукати, і Пуху доводиться вирушити на пошуки самому . З тією ж метою ослик використовує й сарказм, наприклад, у день свого народження, вказавши Пуху на порожнє місце і повідомивши: «дивися на всі подарунки, які я отримав…», він змушує Пуха організувати для Іа-Іа свято.

## З оригінальних книг
Іа-Іа з'являється в 4, 6, 8 та 10-у розділах «Вінні-Пуха», і згадується в інших; з'являється у всіх розділах, крім 7, «Дім на Пуховому узліссі». Скрізь він описаний як літній сірий віслючок, завжди сумний, що не чекає від життя нічого гарного.
Живе в південно-східній частині Чудового лісу в курені, який регулярно руйнується. Іа-Іа, на відміну від багатьох інших жителів Лісу, вміє писати, і навіть написав вірш «Вірш (Прощання з Крістофером Робіном)». Найкраще в Чудовому лісі грає в «дрібниці». Улюблена їжа — будяки.
Має незвичайну особливість: його хвіст може безболісно відділятися від тіла і так само легко повертатися на місце.

## Мультиплікаційні версії (США)
Іа-Іа з'являвся майже в усіх диснеївських мультфільмах про Вінні-Пуха. У новому перекладі його звуть Ушастик.

## Мультиплікаційні версії (СРСР)
Іа-Іа був яскраво представлений у циклі радянських мультфільмів про Вінні-Пуха (1969—1972) (реж. Федір Хитрук).